# 13145 Cavezzo
13145 Cavezzo este un asteroid din centura principală de asteroizi.

## Descriere
13145 Cavezzo este un asteroid din centura principală de asteroizi. A fost descoperit pe 27 februarie 1995 la Cavezzo la Observatorul Cavezzo. Asteroidul prezintă o orbită caracterizată de o semiaxă mare de 3,10 ua, o excentricitate de 0,12 și o înclinație de 7,3° în raport cu ecliptica.